# Mô mỡ
Trong sinh học, mô mỡ là chất béo trong cơ thể, hoặc đơn giản là chất béo là một mô liên kết lỏng được cấu tạo chủ yếu là các tế bào mỡ. Ngoài các tế bào mỡ, mô mỡ còn có chứa thành phần trong mạch máu (SVF) của các tế bào bao gồm preadipocytes, nguyên bào sợi, các tế bào nội mô mạch máu và một loạt các tế bào miễn dịch như đại thực bào mô mỡ. Mô mỡ có nguồn gốc từ preadipocytes. Vai trò chính của nó là để dự trữ năng lượng dưới dạng lipid, mặc dù nó cũng đệm và cách nhiệt cơ thể. Ngoài việc kích thích nội tiết tố, trong những năm gần đây, mô mỡ được công nhận là cơ quan nội tiết chính vì nó tạo ra các nội tiết tố  như leptin, estrogen, resistin và TNFα cytokine. Hai loại mô mỡ là mô mỡ trắng (WAT), dự trữ năng lượng và mô mỡ nâu (BAT), tạo ra nhiệt độ cơ thể. Sự hình thành mô mỡ dường như được kiểm soát một phần bởi gen adipose. Mô mỡ - cụ thể hơn là mô mỡ nâu - lần đầu tiên được xác định bởi nhà tự nhiên học người Thụy Sĩ Conrad Gessner năm 1551.

## Tính năng giải phẫu
Ở người, mô mỡ nằm ở dưới da (mỡ dưới da), xung quanh các cơ quan nội tạng (mỡ nội tạng), trong tủy xương (tủy xương vàng), tiêm bắp (hệ thống cơ bắp) và trong mô vú. Mô mỡ được tìm thấy ở các vị trí cụ thể, được gọi là kho chứa mỡ. Ngoài tế bào mỡ, tế bào bao gồm tỷ lệ phần trăm cao nhất của các tế bào trong mô mỡ, các loại tế bào khác cũng có, gọi chung là phân đoạn mạch máu (SVF) của tế bào. SVF bao gồm preadipocytes, nguyên bào sợi, đại thực bào mô mỡ và tế bào nội mô. Mô mỡ có chứa nhiều mạch máu nhỏ. Trong hệ vỏ bọc, bao gồm da, nó tích tụ ở mức sâu nhất, lớp dưới da, cung cấp vật liệu cách nhiệt từ nóng và lạnh. Xung quanh các cơ quan, nó cung cấp đệm bảo vệ. Tuy nhiên, chức năng chính của nó là dự trữ lipid, có thể bị oxy hóa để đáp ứng nhu cầu năng lượng của cơ thể và bảo vệ nó khỏi lượng đường dư thừa bằng cách lưu trữ chất béo trung tính do gan tạo ra từ đường, mặc dù một số bằng chứng cho thấy rằng sự tổng hợp lipid từ cacbohydrat xuất hiện trong chính mô mỡ. Các kho chứa mỡ ở các bộ phận khác nhau của cơ thể có các đặc tính sinh hóa khác nhau. Trong điều kiện bình thường, nó cung cấp phản hồi về đói và chế độ dinh dưỡng cho não.

### Chuột

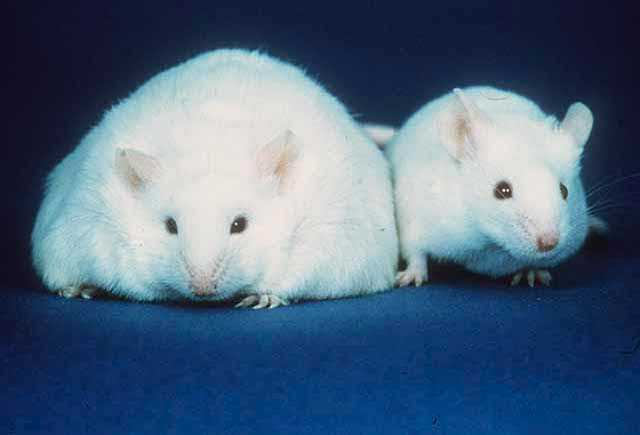
Chuột béo phì ở bên trái có các mô mỡ lớn. Nó không thể sản xuất hormone leptin, dẫn đến béo phì. Để so sánh, một con chuột với số lượng mô mỡ bình thường được nhìn thấy ở bên phải.

Chuột có tám kho chứa mỡ lớn, bốn trong số đó nằm trong khoang bụng. Các kho tuyến sinh dục ghép đôi được gắn liền với tử cung và buồng trứng ở con cái và các mô tinh hoàn và tinh hoàn ở con đực; các khoang sau phúc mạc ghép đôi được tìm thấy dọc theo thành bụng của bụng, xung quanh thận, và khi lớn, mở rộng vào khung xương chậu. Kho chứa mesenteric tạo thành một trang cuộn giống như keo hỗ trợ ruột và kho phụ (có nguồn gốc gần dạ dày và lá lách) và khi chúng lớn - kéo dài vào lỗ bụng. Cả hai kho chứa mesenteric và omental kết hợp nhiều mô bạch huyết như các hạch bạch huyết và các điểm sữa tương ứng. Hai kho chứa bề mặt là các kho chứa bẹn, được tìm thấy phía trước phần trên của chân sau (bên dưới da) và các kho phụ, ghép các hỗn hợp trung gian của mô mỡ nâu liền kề với các vùng mô mỡ trắng, được tìm thấy dưới da giữa các cạnh lưng của xương vảy. Lớp mô mỡ màu nâu trong kho này thường được phủ bởi một mô mỡ trắng mờ; đôi khi hai loại chất béo (màu nâu và trắng) rất khó phân biệt. Các kho chứa bẹn bao quanh nhóm bướu hạch bạch huyết. Các kho chứa nhỏ bao gồm màng ngoài tim, bao quanh tim, và các kho chứa popliteal kết hợp, giữa các cơ chính phía sau đầu gối, mỗi cơ quan chứa một hạch bạch huyết lớn. Trong tất cả các kho chứa trong chuột, kho chứa tuyến sinh dục là lớn nhất và dễ bị phân hủy nhất, bao gồm khoảng 30% chất béo phân hủy.

### Chất béo nội tạng
Chất béo nội tạng hoặc mỡ bụng (còn được gọi là chất béo nội tạng hoặc chất béo trong bụng) nằm bên trong khoang bụng, được đóng giữa các cơ quan (dạ dày, gan, ruột, thận,...). Chất béo nội tạng khác với chất béo dưới da bên dưới da, và mỡ giắt xen kẽ trong các cơ xương. Chất béo ở phần dưới cơ thể, như ở đùi và mông, là dưới da và không phải là mô liên tục, trong khi chất béo ở bụng hầu hết là nội tạng và bán lỏng. Chất béo nội tạng bao gồm một số kho chứa mỡ, bao gồm mesentery, mô mỡ trắng (EWAT), và các kho perirenal. Chất béo nội tạng thường được biểu thị theo diện tích của nó bằng cm² (VFA, diện tích mỡ nội tạng).
Một lượng chất béo nội tạng dư thừa được gọi là bụng phệ, hoặc "mỡ bụng", trong đó bụng nhô ra quá mức. Những phát triển mới như Chỉ số khối lượng cơ thể (BVI) được thiết kế đặc biệt để đo thể tích bụng và mỡ bụng. Chất béo nội tạng dư thừa cũng liên quan đến bệnh tiểu đường loại 2, kháng insulin, bệnh viêm và các bệnh liên quan đến béo phì khác. Tương tự như vậy, sự tích lũy mỡ cổ (hoặc mô mỡ cổ tử cung) đã được chứng minh là có liên quan đến tử vong. Một số nghiên cứu đã gợi ý rằng mỡ nội tạng có thể được dự đoán từ các biện pháp nhân trắc học đơn giản, và dự đoán tử vong chính xác hơn so với chỉ số khối cơ thể hoặc chu vi vòng eo.
Nam giới có nhiều khả năng có chất béo được lưu trữ trong bụng do sự khác biệt hormone giới tính. Hormone  sinh dục nữ gây ra mỡ được lưu trữ ở mông, đùi và hông ở phụ nữ. Khi phụ nữ đạt đến thời kỳ mãn kinh và estrogen được sản xuất bởi buồng trứng giảm, chất béo di chuyển từ mông, hông và đùi đến thắt lưng; sau đó chất béo được lưu trữ trong bụng.
Tập thể dục cường độ cao là một cách để giảm hiệu quả tổng lượng mỡ bụng. Một nghiên cứu cho thấy ít nhất 10 MET-giờ mỗi tuần tập thể dục aerobic là cần thiết cho việc giảm chất béo nội tạng.

#### Chất béo màng ngoài tim
Chất béo màng ngoài tim (EAT) là một dạng mỡ nội tạng đặc biệt lắng đọng xung quanh tim và được tìm thấy là một cơ quan hoạt động trao đổi chất tạo ra các phân tử hoạt tính sinh học khác nhau, có thể ảnh hưởng đáng kể đến chức năng của tim. Sự khác biệt về thành phần được đánh dấu đã được quan sát thấy khi so sánh EAT với mỡ dưới da, cho thấy tác động cụ thể của kho chứa các axit béo được lưu trữ lên chức năng tế bào mỡ và chuyển hóa.